# Атлон-хаус

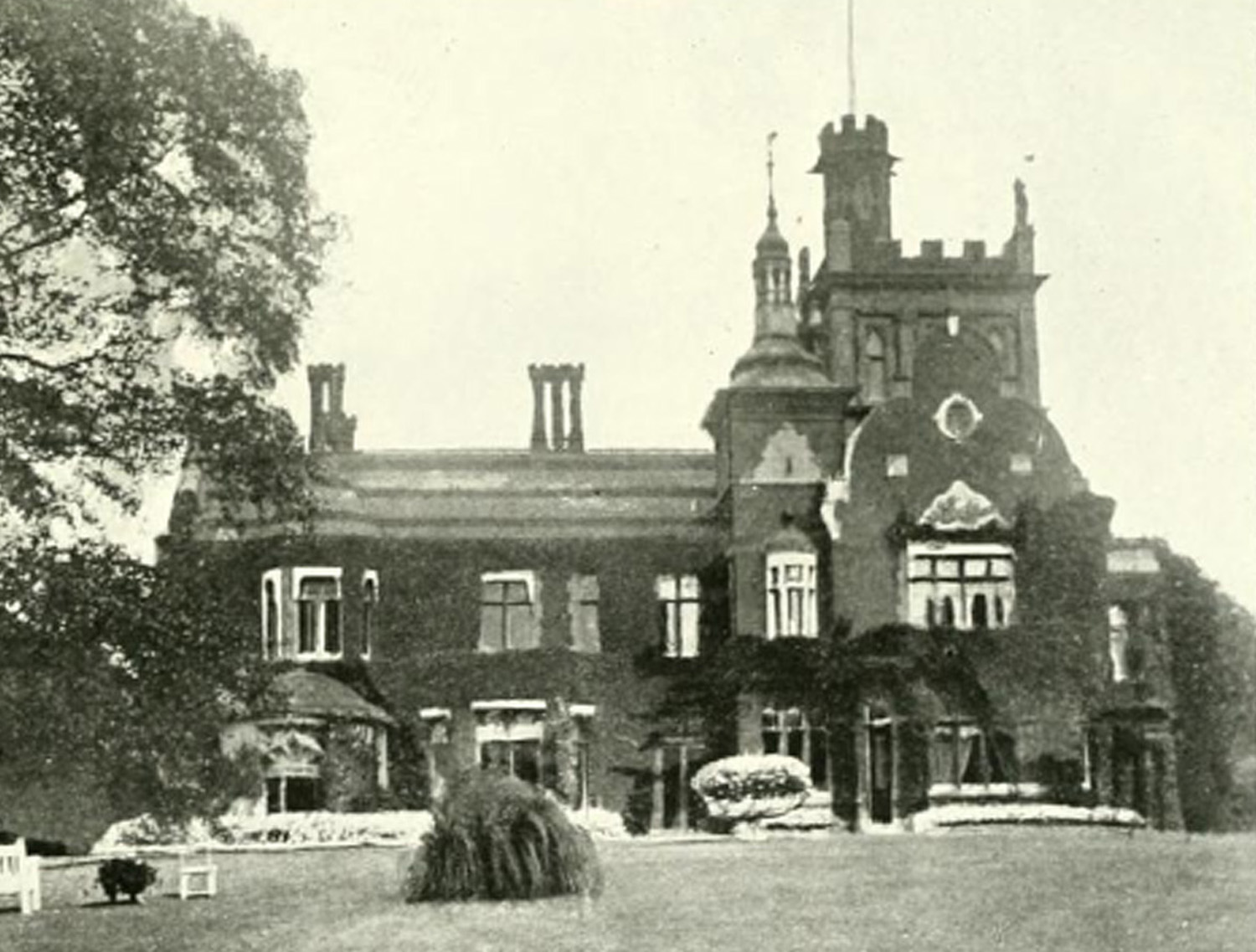
Caen Wood Towers (south view) circa 1900.

Атлон-хаус (англ. Athlone House, ранее известный как Caen Wood Towers) — большой викторианский дом в Хайгейте, на севере Лондона, Англия.
Был построен для члена британского правительства Эдварда Брука в 1872 году на землях поместья лорда Дафферина в Хайгейте по проекту Эдварда Саломонса и Джона Филпотома.
Дом отличается замысловатым стилем. Во внешнем виде здания смешались классическая архитектура и викторианская неоготика с длинными узкими дымоходами в стиле Тюдоров на левом крыле и высоким голландским фронтоном на вершине фасада перед многосоставной башней. При этом в разных секциях дома использовались разные каменные и кирпичные материалы, что создает впечатление не жилого дома, а архитектурного каприза.
До 1940-х годов домом последовательно владело несколько крупных промышленников. Затем Атлон-хаус реквизировали Королевские ВВС. Их сменила Национальная служба здравоохранения, которая использовала здание для размещения выздоравливающих пациентов и людей с деменцией.
В 2003 году больница закрылась, а имение выкупили для перестройки под резиденции. Дом в 2006 году купила семья из Кувейта. Но после того, как им запретили снос Атлон-хауса и строительство нового дома, они продали особняк российскому предпринимателю Михаилу Фридману. Миллиардер отреставрировал здание, превратив его в современную семейную резиденцию.

## История дома
С момента постройки дома в 1872 году и до его реквизиции Королевскими ВВС в 1940-х годах в доме сменилось шесть семейств, после возвращения дома в частное владение — ещё два.

### XIX—XX вв.
Первым владельцем и создателем Атлон-хауса был Эдвард Брук — член Парламента, мировой судья, уполномоченный Её Величества в лейтенантской должности лондонского Сити, партнёр фирмы Brooke, Simpson and Spiller, которая занималась производством анилиновых красителей в Лондоне.

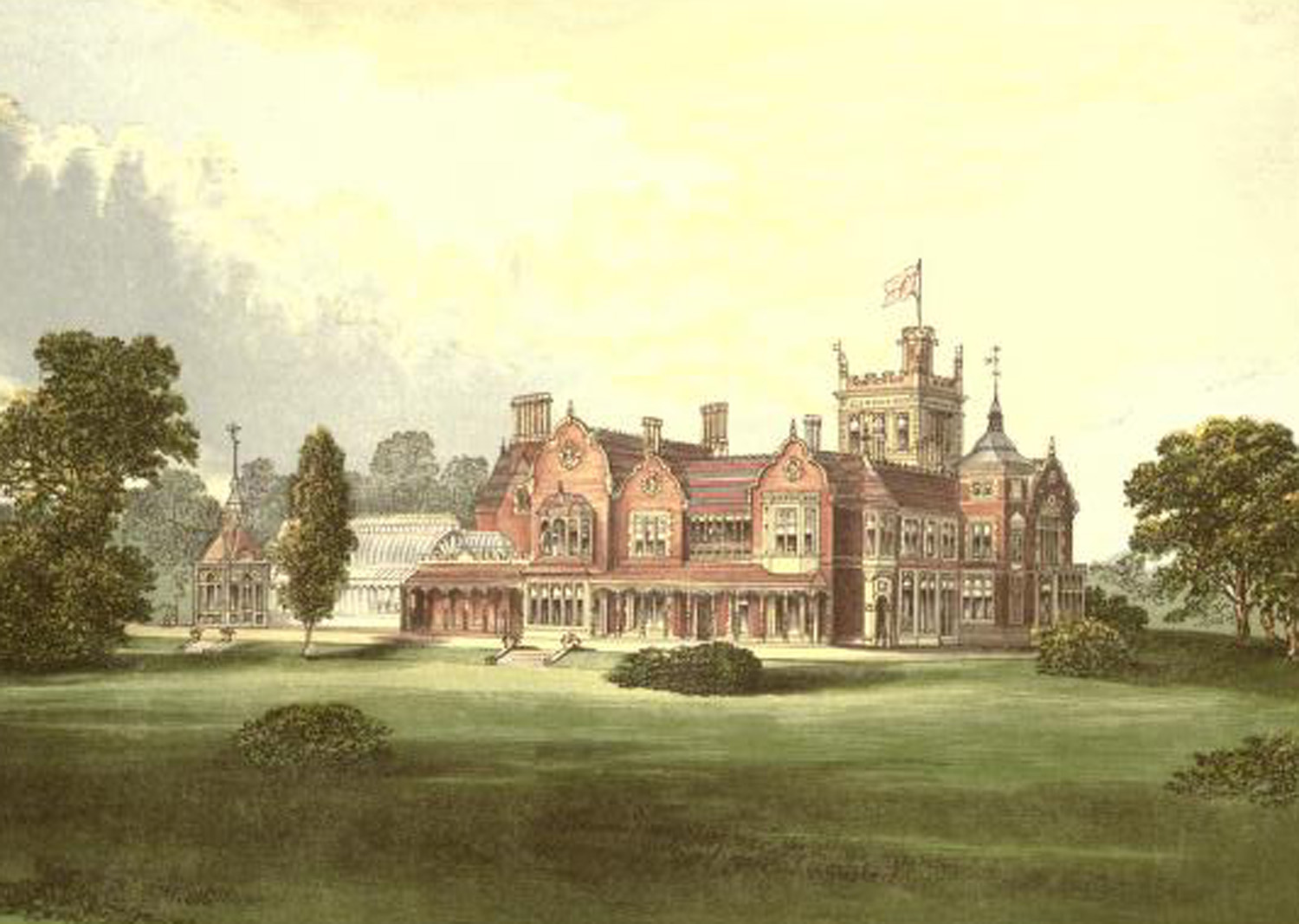
An engraving (c.1880) of Caen Wood Towers shortly after it was built by Edward Brooke.

Он жил в доме с первой женой, Джейн Эмили Олстон, до её смерти в 1877 году, а затем женился во второй раз на Фрэнсис Эмианд Беллэрс, дочери преподобного Генри Уолфорда Беллэрса. С ней в Caen Wood Towers он прожил до 1885 года.
В 1885 году в Атлон-хаус въезжают Фрэнсис Рекитт с семьёй. Рекитт был директором компании Reckitt and Sons и известным филантропом. В доме он жил с женой Элизой Луизой Уитлок и четырьмя детьми, одним из которых был художник Фрэнсис Уильям Рекитт, до 1900 года.
Следующим владельцем дома стал сэр Фрэнсис Кори-Райт, глава фирмы по продаже угля «Уильям Кори и сыновья», один из известнейших коммерсантов Сити. Вместе с женой, Мимой Оуэн, и пятью детьми он прожил в Атлон-хаусе до своей смерти в 1909 году. Вдова оставалась в доме еще два года, но в 1911 году здание было продано Томасу Фрейму Томпсону.

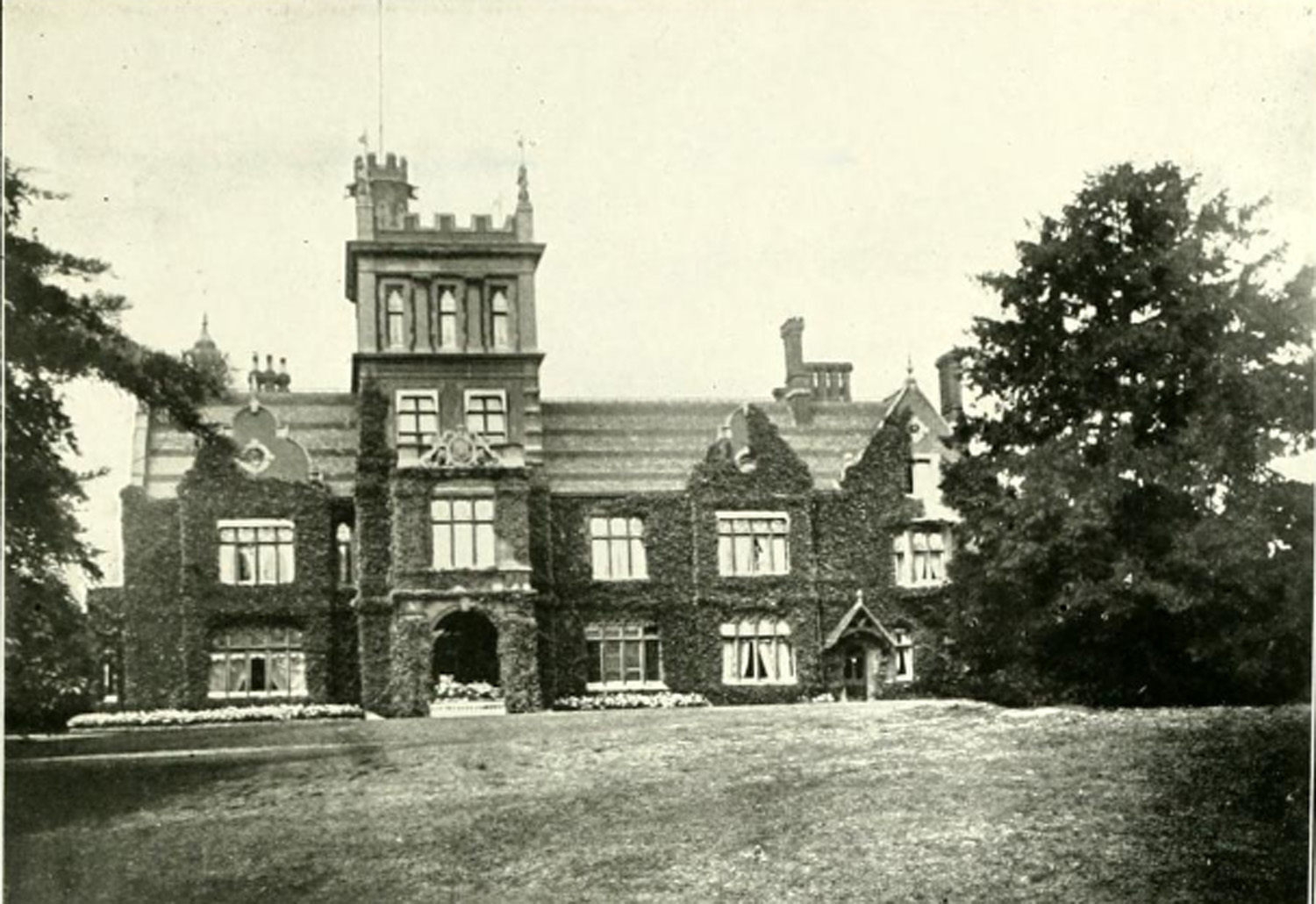
Caen Wood Towers (east view) circa 1900.

Томпсон успел побыть владельцем этой собственности всего два года, пока не умер в результате несчастного случая с огнестрельным оружием. В 1914 году дом был продан Чарльзу Генри Уотсону, а тот в 1919 году перепродал здание сэру Роберту Уэйли Коэну.
Сэр Роберт Уэйл Коэн, управляющий директор компании Shell, прожил в Атлон-хаусе больше 20 лет, с 1919 года по 1942 год. Вместе с женой, Элис Вайолет Беддингтон, они проводили в имении многочисленные светские и благотворительные мероприятия и воспитывали детей — двух сыновей и дочь.
В сентябре 1942 года здание реквизирует Министерство авиации, в Атлон-хаусе переносят разведывательную школу RAF и называют базой Хайгейт. Из-за секретности базу отмечали как реабилитационный госпиталь Королевских ВВС. На самом деле за время войны более 6000 офицеров британских служб посетили курсы разведчиков, развернутые в этом доме. Инструкторами выступали специалисты из различных родов войск и ведомств, включая MI6 и MI9. Этим событиям посвящена книга коммодора Королевских ВВС Грэма Питчфорка «Shot Down and on the Run».
В конце 1944 года в результате бомбардировок школу дважды поразили снарядами Фау-1. Взрывы повредили несколько зданий и ранили сотрудников базы.
Школа функционировала до 1948 года, когда Министерство авиации решило перенести базу, чтобы освободить здание.
В 1951 году Атлон-хаус приобрело Министерство здравоохранения, и дом стал частью госпитальной группы Миддлсекс. В нём содержали выздоравливающих больных, а затем добавили гериатрическое отделение. Дом принадлежал больнице, пока её не закрыли.

### XXI век
После закрытия больницы в 2003 году земельный участок с Атлон-хаусом приобрела компания Dwyer Investments. Крыло, построенное в 1940-х годах и пристройка из 1970-х были снесены, на их месте построили три блока апартаментов Kenwood Place. Сам Атлон-хаус продали кувейтскому бизнесмену из семьи Харафи за 16 миллионов фунтов стерлингов.
Новый владелец собирался снести 160-летний дом и построить более современное и просторное здание. Совет Камдена в 2010 году отклонил разрешение на строительство нового дома. Инспекция по планированию в 2011 году оставила отказ в силе.
В 2014 году девелопер Athlone House Limited попытался ещё раз обжаловать отказ. Но Общество Хайгейта организовало петицию о сохранении дома с 5000 подписями, и в июне 2015 года обжалование было отклонено.
После этого дом был продан российскому предпринимателю Михаилу Фридману в начале 2016 года за 65 миллионов фунтов стерлингов. Вместе с особняком Фридман приобрел 2 га придомовой территории, которые в первоначальном проекте имитировали сады Версаля.
Сразу после покупки бизнесмен и архитекторы из студии «Spence Harris Hogan» (SHH) консультировались с местными жителями, чтобы проект реставрации дома не вызвал протестов. В результате по проекту было запланировано восстановление всех оригинальных архитектурных решений и элементов, включая реконструкцию разрушенной башни. Также в проекте — восстановление утраченных элементов декора, ликвидация пристроек, сделанных за последнее время, современное прочтение северного крыла здания, создание новых прогулочных дорожек, домика у входа, пруда, фруктовой террасы и кинотеатра.
В особняке обустроят шесть спален, кабинет, тренажерный зал, комнату для занятий йогой, подземный бассейн, сигарную и винный погреб. На территорию поместья также добавят коттеджи для обслуживающего персонала и теннисные корты. Бюджет реставрационных работ — 80 миллионов фунтов стерлингов, а ориентировочная цена дома после реставрации — 130 миллионов фунтов стерлингов.
Отреставрированная в рамках проекта SHH крыша получила награду за лучшее использование исторической крыши на церемонии Pitched Roofing Awards 2021.